# Tableau comparatif des microcontrôleurs ATtiny
 (mars 2023).

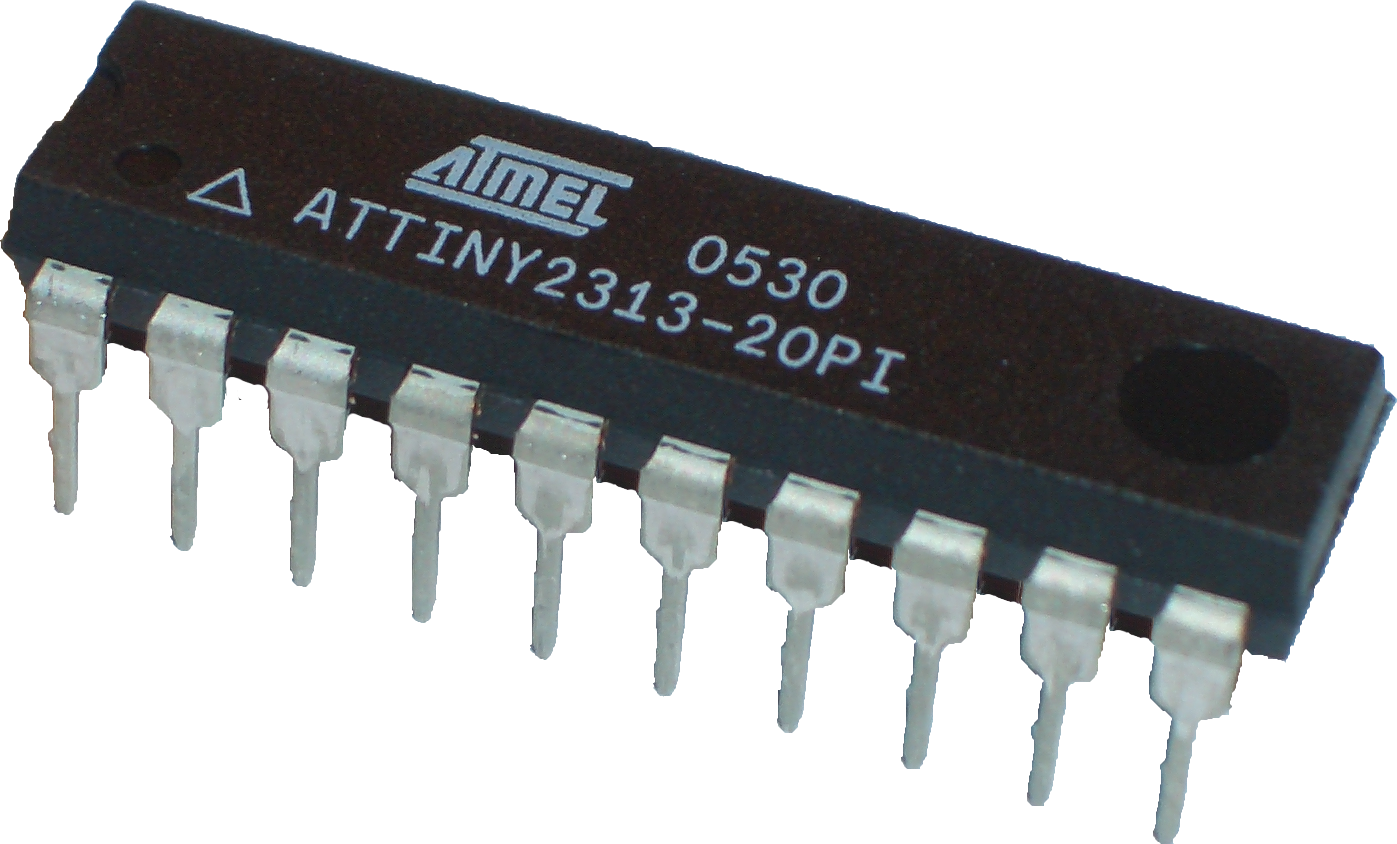
ATtiny2313 dans un boîtier en ligne double étroit à 20 broches (DIP -20N)

ATtiny (aussi connu sous le nom de TinyAVR) est une sous-famille populaire de microcontrôleurs AVR 8-bit, qui ont souvent moins de fonctionnalités, moins de broches d'E/S, et moins de mémoire que les autres gammes de puces AVR. Les premiers modèles de cette famille ont été réalisés en 1999 par Atmel (plus tard rachetée par Microchip Technology en 2016).

## Fonctionnalités
Les microcontrôleurs ATtiny retirent spécifiquement de nombreuses fonctionnalités communes comme: périphérique USB, contrôleur DMA, moteur de chiffrement, ou un bus de mémoire externe
Le tableau suivant montre les caractéristiques communes des microcontrôleurs ATtiny, pour une comparaison facile. Ce tableau n'est censé être la liste de fonctionnalités intégrale. 
| Appareil (famille)                                                                             | Fréquence d'horloge maximale (MHz) | Flash (Kio)         | SRAM (octets)         | EEPROM (octets)    | UART           | I²C (TWI)      | SPI            | Minuteurs 8/12/16 (bits)   | PWM   | ADC         | GPIO pins    | IC Packages                                     | ID d'architecture GCC | Pgm Dbg       | Refs   |
| ---------------------------------------------------------------------------------------------- | ---------------------------------- | ------------------- | --------------------- | ------------------ | -------------- | -------------- | -------------- | -------------------------- | ----- | ----------- | ------------ | ----------------------------------------------- | --------------------- | ------------- | ------ |
| ATtiny11, ATtiny11L                                                                            | 6, 2                               | 1                   | Non                   | Non                | Non            | Non            | Non            | 1 / 0 / 0                  | Non   | Non         | 5            | DIP-8N, SO200-8                                 | avr1                  | HVSP          | [ 1 ]  |
| ATtiny12, ATtiny12L, ATtiny12V                                                                 | 8, 1.2                             | 1                   | Non                   | 64                 | Non            | Non            | Non            | 1 / 0 / 0                  | Non   | Non         | 5            | DIP-8N, SO200-8                                 | avr1                  | ISP, HVSP     | [ 1 ]  |
| ATtiny15L                                                                                      | 1.6                                | 1                   | Non                   | 64                 | Non            | Non            | Non            | 2 / 0 / 0                  | yes   | 4           | 6            | DIP-8N, SO200-8                                 | avr1                  | ISP, HVSP     | [ 2 ]  |
| ATtiny28L, ATtiny28V                                                                           | 4, 1.2                             | 2                   | Non                   | Non                | Non            | Non            | Non            | 1 / 0 / 0                  | 1 x 1 | Non         | 11           | DIP-28N, TQFP-32, QFN-32                        | avr1                  | HVPP          | [ 3 ]  |
|                                                                                                |                                    |                     |                       |                    |                |                |                |                            |       |             |              |                                                 |                       |               |        |
| ATtiny22, ATtiny22L                                                                            | 8, 4                               | 2                   | 128                   | 128                | Non            | Non            | Non            | 1 / 0 / 0                  | Non   | Non         | 5            | DIP-8N, SO200-8                                 | avr2                  | ISP, HVSP     | [ 4 ]  |
| ATtiny26, ATtiny26L                                                                            | 16, 8                              | 2                   | 128                   | 128                | USI*           | master, slave* | master, slave* | 2 / 0 / 0                  | 1 x 2 | 11          | 16           | DIP-20N, SO300-20, QFN-32                       | avr2                  | ISP, HVPP     | [ 5 ]  |
|                                                                                                |                                    |                     |                       |                    |                |                |                |                            |       |             |              |                                                 |                       |               |        |
| ATtiny13, ATtiny13V, ATtiny13A                                                                 | 20, 10                             | 1                   | 64                    | 64                 | Non            | Non            | Non            | 1 / 0 / 0                  | 1 x 2 | 4           | 6            | DIP-8N, SO150-8, SO209-8, VQFN-10, WQFN-20      | avr2.5                | ISP, dW, HVSP | ,      |
| ATtiny24, ATtiny24V, ATtiny24A, ATtiny44, ATtiny44V, ATtiny44A, ATtiny84, ATtiny84V, ATtiny84A | 20, 10                             | 2, 4, 8             | 128, 256, 512         | 128, 256, 512      | USI*           | master, slave* | master, slave* | 1 / 0 / 1                  | 2 x 2 | 8           | 12           | DIP-14N, SO150-14, QFN-20, VQFN-20, UFBGA-15    | avr2.5                | ISP, dW, HVSP | ,      |
| ATtiny25, ATtiny25V, ATtiny45, ATtiny45V, ATtiny85, ATtiny85V                                  | 20, 10                             | 2, 4, 8             | 128, 256, 512         | 128, 256, 512      | USI*           | master, slave* | master, slave* | 2 / 0 / 0                  | 2 x 2 | 4           | 6            | DIP-8N, SO208-8, TSSOP-8, QFN-20                | avr2.5                | ISP, dW, HVSP | ,      |
| ATtiny43U                                                                                      | 8                                  | 4                   | 256                   | 64                 | USI*           | master, slave* | master, slave* | 2 / 0 / 0                  | 2 x 2 | 4           | 16           | SO300-20, QFN-20                                | avr2.5                | ISP, dW, HVPP | [ 18 ] |
| ATtiny48, ATtiny88                                                                             | 12                                 | 4, 8                | 256, 512              | 64                 | Non            | master, slave  | master, slave  | 1 / 0 / 1                  | 1 x 2 | 6 / 8       | 24, 28       | DIP-28N, QFN-28, TQFP-32, QFN-32, UFBGA-32      | avr2.5                | ISP, dW, HVPP | ,      |
| ATtiny87, ATtiny167                                                                            | 16                                 | 8, 16               | 512                   | 512                | USI*, UART*    | Non            | master, slave  | 1 / 0 / 1                  | 1 x 1 | 11          | 16           | SO300-20, TSSOP-20, VQFN-32                     | avr2.5, avr35         | ISP, dW, HVPP | ,      |
| ATtiny261, ATtiny261A, ATtiny461, ATtiny461A, ATtiny861, ATtiny861A                            | 20                                 | 2, 4, 8             | 128, 256, 512         | 128, 256, 512      | USI*           | master, slave* | master, slave* | 1 / 0 / 1                  | 1 x 3 | 11          | 16           | DIP-20N, SO300-20, TSSOP-20, QFN-32             | avr2.5                | ISP, dW, HVPP | ,      |
| ATtiny441, ATtiny841                                                                           | 16                                 | 4, 8                | 256, 512              | 256, 512           | 2 USART*       | slave          | master, slave  | 1 / 0 / 2                  | 2 x 2 | 12          | 12           | SO150-14, QFN-20, VQFN-20                       | avr2.5                | ISP, dW, HVSP | ,      |
| ATtiny828                                                                                      | 20                                 | 8                   | 512                   | 256                | USART*         | slave          | master, slave  | 1 / 0 / 1                  | 2 x 2 | 28          | 28           | TQFP-32, QFN-32                                 | avr2.5                | ISP, dW, HVPP | [ 30 ] |
| ATtiny1634                                                                                     | 12                                 | 16                  | 1024                  | 256                | USI*, 2 USART* | slave          | master*        | 1 / 0 / 1                  | 2 x 2 | 12          | 18           | SO300-20, QFN-20                                | avr35                 | ISP, dW, HVPP | [ 31 ] |
| ATtiny2313, ATtiny2313V, ATtiny2313A, ATtiny4313                                               | 20                                 | 2, 4                | 128, 256              | 128, 256           | USI*, USART*   | master, slave* | master, slave* | 1 / 0 / 1                  | 2 x 2 | Non         | 18           | DIP-20N, SO300-20, VQFN-20                      | avr2.5                | ISP, dW, HVPP | ,      |
|                                                                                                |                                    |                     |                       |                    |                |                |                |                            |       |             |              |                                                 |                       |               |        |
| ATtiny4, ATtiny5, ATtiny9, ATtiny10                                                            | 12                                 | 0.5 / 1             | 32                    | Non                | Non            | Non            | Non            | 0 / 0 / 1                  | 1 x 2 | 4           | 4            | SOT23-6, UDFN-8                                 | avrtiny10             | TPI           | ,      |
| ATtiny20                                                                                       | 12                                 | 2                   | 128                   | Non                | Non            | slave          | master, slave  | 1 / 0 / 1                  | 2 x 2 | 8           | 12           | SO150-14, TSSOP-14, VQFN-20, UFBGA-15, WLCSP-12 | avrtiny10             | TPI           | [ 40 ] |
| ATtiny40                                                                                       | 12                                 | 4                   | 256                   | Non                | Non            | slave          | master, slave  | 1 / 0 / 1                  | 1 x 2 | 12          | 18           | SO300-20, TSSOP-20, VQFN-20                     | avrtiny10             | TPI           | [ 41 ] |
| ATtiny102(F)                                                                                   | 12                                 | 1                   | 32                    | Non                | USART*         | Non            | master*        | 0 / 0 / 1                  | yes   | 5           | 6            | SO150-8, UDFN-8                                 | ?                     | TPI           | [ 42 ] |
| ATtiny104(F)                                                                                   | 12                                 | 1                   | 32                    | Non                | USART*         | Non            | master*        | 0 / 0 / 1                  | yes   | 9           | 12           | SO150-14                                        | ?                     | TPI           | [ 43 ] |
|                                                                                                |                                    |                     |                       |                    |                |                |                |                            |       |             |              |                                                 |                       |               |        |
| ATtiny202, ATtiny402 (0-series)                                                                | 20                                 | 2, 4                | 128, 256              | 64, 128            | USART*         | master, slave  | master, slave  | 0 / 0 / 2 / R              | yes   | 6           | 6            | SO150-8                                         | avrxmega3             | UPDI          | ,      |
| ATtiny204, ATtiny404, ATtiny804, ATtiny1604 (0-series)                                         | 20                                 | 2, 4, 8, 16         | 128, 256, 512, 1024   | 64, 128, 256       | USART*         | master, slave  | master, slave  | 0 / 0 / 2 / R              | yes   | 10          | 12           | SO150-14                                        | avrxmega3             | UPDI          | ,      |
| ATtiny406, ATtiny806, ATtiny1606 (0-series)                                                    | 20                                 | 4, 8, 16            | 256, 512, 1024        | 128, 256           | USART*         | master, slave  | master, slave  | 0 / 0 / 2 / R              | yes   | 12          | 18           | SO300-20, VQFN-20                               | avrxmega3             | UPDI          | ,      |
| ATtiny807, ATtiny1607 (0-series)                                                               | 20                                 | 8, 16               | 512, 1024             | 128, 256           | USART*         | master, slave  | master, slave  | 0 / 0 / 2 / R              | yes   | 12          | 22           | VQFN-24                                         | avrxmega3             | UPDI          | ,      |
|                                                                                                |                                    |                     |                       |                    |                |                |                |                            |       |             |              |                                                 |                       |               |        |
| ATtiny212, ATtiny412 (1-series)                                                                | 20                                 | 2, 4                | 128, 256              | 64, 128            | USART*         | master, slave  | master, slave  | 0 / 1 / 2 / R              | yes   | 6           | 6            | SO150-8                                         | avrxmega3             | UPDI          | ,      |
| ATtiny214, ATtiny414, ATtiny814, ATtiny1614 (1-series)                                         | 20                                 | 2, 4, 8, 16         | 128, 256, 512, 2048   | 64, 128, 256       | USART*         | master, slave  | master, slave  | 0 / 1 / 2 / R              | yes   | 10          | 12           | SO150-14                                        | avrxmega3             | UPDI          | ,      |
| ATtiny416, ATtiny816, ATtiny1616, ATtiny3216 (1-series)                                        | 20                                 | 4, 8, 16, 32        | 256, 512, 2048        | 128, 256           | USART*         | master, slave  | master, slave  | 0 / 1 / 2or3 / R           | yes   | 12          | 18           | SO300-20, QFN-20, VQFN-20                       | avrxmega3             | UPDI          | ,      |
| ATtiny417, ATtiny817, ATtiny1617, ATtiny3217 (1-series)                                        | 20                                 | 4, 8, 16, 32        | 256, 512, 2048        | 128, 256           | USART*         | master, slave  | master, slave  | 0 / 1 / 2 / R              | yes   | 12          | 22           | VQFN-24, QFN-24                                 | avrxmega3             | UPDI          | ,      |
|                                                                                                |                                    |                     |                       |                    |                |                |                |                            |       |             |              |                                                 |                       |               |        |
| ATtiny424, ATtiny824, ATtiny1624, ATtiny3224 (2-series)                                        | 20                                 | 4, 8, 16, 32        | 512, 1024, 2048, 3072 | 128, 128, 256, 256 | 2 USART*       | yes            | yes            | 0 / 0 / 3 / R              | yes   | 9           | 12           | SO-14, TSSOP-14                                 | avrxmega3             | UPDI          | [ 69 ] |
| ATtiny426, ATtiny826, ATtiny1626, ATtiny3226 (2-series)                                        | 20                                 | 4, 8, 16, 32        | 512, 1024, 2048, 3072 | 128, 128, 256, 256 | 2 USART*       | yes            | yes            | 0 / 0 / 3 / R              | yes   | 15          | 18           | SO-20, SSTOP-20, VQFN-20                        | avrxmega3             | UPDI          | [ 70 ] |
| ATtiny427, ATtiny827, ATtiny1627, ATtiny3227 (2-series)                                        | 20                                 | 4, 8, 16, 32        | 512, 1024, 2048, 3072 | 128, 128, 256, 256 | 2 USART*       | yes            | yes            | 0 / 0 / 3 / R              | yes   | 15          | 22           | VQFN-24                                         | avrxmega3             | UPDI          | [ 71 ] |
| Appareil (famille)                                                                             | Fréquence d'horloge maximale (MHz) | Mémoire flash (Kio) | SRAM (octets)         | EEPROM (octets)    | UART           | I²C (TWI)      | SPI            | Minuteurs 8/12/16/R (bits) | PWM   | Broches ADC | Broches GPIO | Paquets IC                                      | ID d'architecture GCC | Pgm Dbg       | Refs   |